# Championnat d'Europe masculin de volley-ball 1995
Navigation
Finlande 1993 Pays-Bas 1997
Le 19e championnat d'Europe masculin de volley-ball s'est déroulé du 8 au 16 septembre 1995 au Athènes et Patras (Grèce).

## Équipes présentes
- Allemagne
- Bulgarie
- Grèce
- Italie
- Lettonie
- Pays-Bas
- Pologne
- Rép. tchèque
- Roumanie
- Russie
- Ukraine
- RF de Yougoslavie

## Premier tour

### Composition des poules
| Poule A | Poule B                                                            |
| --- | ------------------------------------------------------------------ |
| Site : Athènes, Stade de la Paix et de l'Amitié Allemagne Grèce Lettonie Pays-Bas Ukraine RF de Yougoslavie | Site : Patras Bulgarie Italie Pologne Rép. tchèque Roumanie Russie |

### Poule A -Athènes

#### Classement
| # | Équipe            | Pts | J | G | P | Sp | Sc | Ratio | Pp  | Pc  | Ratio |
| - | ----------------- | --- | - | - | - | -- | -- | ----- | --- | --- | ----- |
| 1 | Pays-Bas          | 10  | 5 | 5 | 0 | 15 | 0  | MAX   | 228 | 98  | 2.327 |
| 2 | RF de Yougoslavie | 9   | 5 | 4 | 1 | 12 | 4  | 3     | 206 | 155 | 1.329 |
| 3 | Grèce             | 8   | 5 | 3 | 2 | 10 | 7  | 1.429 | 212 | 196 | 1.082 |
| 4 | Allemagne         | 7   | 5 | 2 | 3 | 7  | 10 | 0.7   | 182 | 212 | 0.858 |
| 5 | Ukraine           | 6   | 5 | 1 | 4 | 3  | 12 | 0.25  | 150 | 214 | 0.701 |
| 6 | Lettonie          | 5   | 5 | 0 | 5 | 1  | 15 | 0.067 | 140 | 243 | 0.576 |

### Poule B -Patras

#### Classement
| # | Équipe       | Pts | J | G | P | Sp | Sc | Ratio | Pp  | Pc  | Ratio |
| - | ------------ | --- | - | - | - | -- | -- | ----- | --- | --- | ----- |
| 1 | Italie       | 9   | 5 | 4 | 1 | 13 | 3  | 4.333 | 230 | 153 | 1.503 |
| 2 | Bulgarie     | 9   | 5 | 4 | 1 | 12 | 5  | 2.4   | 236 | 192 | 1.229 |
| 3 | Russie       | 8   | 5 | 3 | 2 | 12 | 8  | 1.5   | 272 | 219 | 1.242 |
| 4 | Pologne      | 7   | 5 | 2 | 3 | 7  | 9  | 0.778 | 187 | 203 | 0.921 |
| 5 | Rép. tchèque | 7   | 5 | 2 | 3 | 7  | 11 | 0.636 | 215 | 233 | 0.923 |
| 6 | Roumanie     | 5   | 5 | 0 | 5 | 0  | 15 | 0     | 85  | 225 | 0.378 |

## Phase finale

### Places 1 à 4 -Le Pirée,Athènes
|  | Demi-finales      | Demi-finales |                        |   | Finale       | Finale       |
|  | Demi-finales      | Demi-finales |                        |   | Finale       | Finale       |
|  |                   |              |                        |   |              |              |
|  | 15 septembre      | 15 septembre |                        |   | 16 septembre | 16 septembre |
|  | 15 septembre      | 15 septembre |                        |   | 16 septembre | 16 septembre |
|  | RF de Yougoslavie | 1            |                        |   | 16 septembre | 16 septembre |
|  | RF de Yougoslavie | 1            |                        |   | 16 septembre | 16 septembre |
|  | Italie            | 3            |                        |   | 16 septembre | 16 septembre |
|  | Italie            | 3            | Italie                 | 3 |              |              |
|  | 15 septembre      |              | Italie                 | 3 |              |              |
|  |                   | Pays-Bas     | 2                      |   |              |              |
|  | Pays-Bas          | Pays-Bas     | 2                      | 3 |              |              |
|  | Pays-Bas          |              |                        | 3 |              |              |
|  | Bulgarie          | 0            |                        |   |              |              |
|  | Bulgarie          | 0            | Match pour la 3e place |   |              |              |
|  |                   |              |                        |   |              |              |
|  | 16 septembre      |              |                        |   |              |              |
|  |                   |              |                        |   |              |              |
|  | RF de Yougoslavie | 3            |                        |   |              |              |
|  | RF de Yougoslavie | 3            |                        |   |              |              |
|  | Bulgarie          | 0            |                        |   |              |              |
|  | Bulgarie          | 0            |                        |   |              |              |

### Places 5 à 8 -Le Pirée,Athènes
|  | Tour de classement | Tour de classement |          |   | 5e place     | 5e place     |
|  | Tour de classement | Tour de classement |          |   | 5e place     | 5e place     |
|  |                    |                    |          |   |              |              |
|  | 15 septembre       | 15 septembre       |          |   | 16 septembre | 16 septembre |
|  | 15 septembre       | 15 septembre       |          |   | 16 septembre | 16 septembre |
|  | Russie             | 3                  |          |   | 16 septembre | 16 septembre |
|  | Russie             | 3                  |          |   | 16 septembre | 16 septembre |
|  | Allemagne          | 0                  |          |   | 16 septembre | 16 septembre |
|  | Allemagne          | 0                  | Russie   | 3 |              |              |
|  | 15 septembre       |                    | Russie   | 3 |              |              |
|  |                    | Pologne            | 0        |   |              |              |
|  | Pologne            | Pologne            | 0        | 3 |              |              |
|  | Pologne            |                    |          | 3 |              |              |
|  | Grèce              | 0                  |          |   |              |              |
|  | Grèce              | 0                  | 7e place |   |              |              |
|  |                    |                    |          |   |              |              |
|  | 16 septembre       |                    |          |   |              |              |
|  |                    |                    |          |   |              |              |
|  | Grèce              | 3                  |          |   |              |              |
|  | Grèce              | 3                  |          |   |              |              |
|  | Allemagne          | 2                  |          |   |              |              |
|  | Allemagne          | 2                  |          |   |              |              |

## Palmarès
| Place                      | Pays              |
| -------------------------- | ----------------- |
| Médaille d'or, Europe      | Italie            |
| Médaille d'argent, Europe  | Pays-Bas          |
| Médaille de bronze, Europe | RF de Yougoslavie |
| 4e                         | Bulgarie          |
| 5e                         | Russie            |
| 6e                         | Pologne           |
| 7e                         | Grèce             |
| 8e                         | Allemagne         |
| 9e                         | Ukraine           |
| -                          | Tchéquie          |
| -                          | Lettonie          |
| -                          | Roumanie          |